# 小行星7926
小行星7926是一颗围绕太阳公转的小行星。1986年9月3日，亨利·德波鸿诺在拉西拉天文台发现了此天体。
这颗小行星的绝对星等为359.3512614121536等。